# Del-Fi Records
Del-Fi Records bylo hudební vydavatelství založené a vlastněné Bobem Keanem. Prvním vydaným singlem byl "Caravan" od Henri Rose vydaný v roce 1958, známka se však stala slavnější po podpisu smlouvy s Ritchie Valensem. Valensův první singl na této značce byl "Come On Let's Go", který byl velkým hitem. Jeho další singl, Donna/La Bamba, byl též velkým hitem. Vydavatelství Del-Fi skončilo 1967. V 90. letech byla značka Del-Fi obnovena, vydáno několik CD s původními nahrávkami a podepsáno několik smluv. V září roku 2003, Bob Keane prodal katalog Del-Fi seskupení Warner Music Group.

## Umělci
- Eden Ahbez
- Chan Romero
- Ritchie Valens
- Johnny Crawford
- Brenda Holloway
- Frank Zappa
- The Surfaris
- The Lively Ones
- The Centurions
- Spider Webb and the Insects
- Little Caesar & the Romans
- Ron Holden